# Малая Кубня
Ма́лая Кубня́ (чув. Кĕçĕн Кĕтне) — река в России, протекает по Комсомольскому району Чувашской Республики. Правый приток реки Кубни.

## География
Река Малая Кубня берёт начало у деревни Вотланы. Течёт на северо-восток через населённые пункты Вотланы, Старые Высли, Напольное Сюрбеево и Сюрбей-Токаево. Устье реки находится в 134 км от устья Кубни, ниже деревни Корезино. Длина реки составляет 15 км, площадь водосборного бассейна — 54,4 км².

## Данные водного реестра
По данным государственного водного реестра России относится к Верхневолжскому бассейновому округу, водохозяйственный участок реки — Свияга от села Альшеево и до устья, речной подбассейн реки — Волга от впадения Оки до Куйбышевского водохранилища (без бассейна Суры). Речной бассейн реки — (Верхняя) Волга до Куйбышевского водохранилища (без бассейна Оки).
Код объекта в государственном водном реестре — 08010400612112100002935.